# Olivia Brett
Pour les articles homonymes, voir Brett.
Olivia Brett, née le 18 juin 2001 à Christchurch, est une kayakiste néo-zélandaise, championne du monde (2023) et olympique (2024) du C4 500 m.

## Carrière
Durant l'enfance, Olivia Brett est diagnostiquée dyslexique. Elle débute la gymnastique à l'âge de sept ans et représente la Nouvelle-Zélande à l'international jusqu'à ce qu'une blessure à la hanche à douze l'oblige à arrêter ce sport et de se tourner vers le canoë-kayak.
Aux Championnats du monde 2023, le quatuor composé de Lisa Carrington, Alicia Hoskin et Tara Vaughan remportent la première médaille d'or mondiale de la Nouvelle-Zélande en K4 500 m. Cette médaille leur permet de se qualifier pour les Jeux olympiques. Pour ses premiers Jeux olympiques en 2024, elle remporte l'or olympique en K4 500 m avec Carrington, Hoskin et Vaughan.